# Alternative PHP Cache
Pour les articles homonymes, voir APC.
Alternative PHP Cache ou APC est une extension PECL (PHP Extension Community Library, voir PEAR) libre et gratuite destinée à améliorer les performances des applications écrites en langage PHP en précompilant le code intermédiaire et en le plaçant dans un cache en mémoire vive.
APC n'est plus maintenu depuis 2012, remplacé par APCu (APC User Cache).